# Liste der Kulturdenkmale in Baden-Baden

In der Liste der Kulturdenkmale in Baden-Baden sind Bau- und Kunstdenkmale der Stadt Baden-Baden verzeichnet, die im „Verzeichnis der unbeweglichen Bau- und Kunstdenkmale und der zu prüfenden Objekte“ des Landesamts für Denkmalpflege Baden-Württemberg verzeichnet sind. Dieses Verzeichnis ist nicht öffentlich und kann nur bei „berechtigtem Interesse“ eingesehen werden. Über 1400 Gebäude in Baden-Baden stehen unter Denkmalschutz, die folgende Liste ist nicht annähernd vollständig.
Teile der Innenstadt stehen als Gesamtanlage unter Denkmalschutz. Seit 2021 gehört die historische Innenstadt Baden-Badens in den Grenzen von ca. 1920 als Teil der Great Spa Towns of Europe zum UNESCO-Welterbe.

## Allgemein
- Bild: Zeigt ein ausgewähltes Bild aus Commons, „Weitere Bilder“ verweist auf die Bilder im Medienarchiv Wikimedia Commons.
- Bezeichnung: Nennt den Namen, die Bezeichnung oder die Art des Kulturdenkmals.
- Lage: Straßenname und Hausnummer oder Flurstücknummer des Kulturdenkmals, gegebenenfalls auch den Ortsteil. Die Grundsortierung der Liste erfolgt nach dieser Adresse. Der Link (Karte) führt zu verschiedenen Kartendiensten mit der Position des Kulturdenkmals. Fehlt dieser Link, wurden die Koordinaten noch nicht eingetragen. Sind diese bekannt, können sie über ein Tool mit einer Kartenansicht einfach nachgetragen werden. In dieser Kartenansicht sind Kulturdenkmale ohne Koordinaten mit einem roten bzw. orangen Marker dargestellt und können durch Verschieben auf die richtige Position in der Karte mit Koordinaten versehen werden. Kulturdenkmale ohne Bild sind an einem blauen bzw. roten Marker erkennbar.
- Datierung: Baubeginn, Fertigstellung, Datum der Erstnennung oder grobe zeitliche Einordnung entsprechend des Eintrags in der zuständigen Denkmaldatenbank (Landesamt für Denkmalpflege Baden-Württemberg).
- Beschreibung: Kurzcharakteristik des Kulturdenkmals.

## Kulturdenkmale der Stadt Baden-Baden

### Ebersteinburg
| Bild           | Bezeichnung   | Lage          | Datierung | Beschreibung                                    | ID |
| -------------- | ------------- | ------------- | --------- | ----------------------------------------------- | -- |
| Weitere Bilder | Alt-Eberstein | Ebersteinburg | um 1100   | Burgruine Alt-Eberstein, Höhenburg in Spornlage |    |

### Innenstadt
| Bild           | Bezeichnung                    | Lage | Datierung | Beschreibung | ID |
| -------------- | ------------------------------ | --- | --------- | --- | -- |
|                | Gesamtanlage Baden-Baden       | Innenstadt                                                                                                  |           | Um das Bild der Kur- und Bäderstadt mit seinen Park- und Grünanlagen sowie der historischen Bebauung zu bewahren, hat der Gemeinderat der Stadt Baden-Baden Teile der Innenstadt als Gesamtanlage im Februar 2008 unter Denkmalschutz gestellt. Eine erneuerte Satzung trat im November 2018 in Kraft. Geschützt nach § 19 DSchG |    |
| Weitere Bilder | Alter Bahnhof                  | Innenstadt, Beim Alten Bahnhof                                                                              | um 1895   | Stil der Neorenaissance mit Anleihen aus dem Barock. Ein Drittel der Baukosten durfte auf die Dekoration der Fassade verwendet werden. Sie wurde mit einem hellen Sandstein aus dem Murgtal gestaltet. |    |
|                | Villa                          | Innenstadt, Fremersbergstraße 8                                                                             | um 1895   | zweigeschossiger und traufständiger Massivbau mit Satteldach und Dachgauben, Mittelrisalit mit Zwerchgiebel im Stile des Schweizerhausstils, im Obergeschoss große hölzerne Loggia mit Renaissancemotiven, modern überbauter Balkonaltan |    |
| Weitere Bilder | Turnerschaft Baden-Baden       | Innenstadt, Hardstaffeln 1                                                                                  | 1898      | Turnhalle, eingeschossiger und giebelständiger unverputzter Fachwerkbau mit vorkragendem Giebeldach, errichtet durch die Mitglieder des Turnvereins, Maurermeister Lang und Zimmermeister Dieterle nach Plänen von Treusch und Schober aus Baden-Baden, 1898, zugehöriges Gefallenendenkmal der Turnerschaft |    |
| Weitere Bilder | Kurpark                        | Innenstadt, Kaiserallee 1, 1a, 1b, 1c, 3, Lichtentaler Allee 8a, 10, 76, Solmsstraße 2, Stourdzastraße 1, 2 | 17. Jh.   | Sachgesamtheit „Lichtentaler Allee“, Kurparkbereich an der Oos |    |
| Weitere Bilder | Trinkhalle                     | Innenstadt, Kaiserallee 3                                                                                   | 1842      | Trinkhalle, Wandelhalle auf hohem Sockel, auf der Alleeseite 16 korinthisierende Sandsteinsäulen, Entwurf von Heinrich Hübsch, 1842, Figurenschmuck Franz Xaver Reich, Fresken von Jakob Götzenberger, Johann Baptist Heinefetter und Rudolf Gleichauf |    |
| Weitere Bilder | Hotel Badischer Hof            | Innenstadt, Lange Straße                                                                                    | 1807–1809 | Umbau zum Luxushotel Badischer Hof mit 18 über drei Stockwerke reichenden dorischen Säulen, die den Blickfang des Speisesaals ausmachten. Die Zimmersuiten, zum Teil mit eigenem Bad, entstanden über den ehemaligen Mönchszellen, der Kreuzgarten wurde zu einem Speisesaal überwölbt. 100 Zimmer und Salons, Bäder mit Thermalwasserversorgung, Konversations-, Lese- und Rauchzimmer, Galerie und Frühstückssalon gehörten nach Abschluss der Bauarbeiten ebenso zur Ausstattung wie ein großer Park |    |
| Weitere Bilder | Brenners Park-Hotel & Spa      | Innenstadt, Lichtentaler Allee                                                                              | 1872      | |    |
| Weitere Bilder | Gönneranlage                   | Innenstadt, Lichtentaler Allee                                                                              | 1909–1912 | von Max Laeuger entworfen. Die Anlage war ursprünglich streng symmetrisch angeordnet, im nördlichen Bereich wurden jedoch nachträglich Flächen dem angrenzenden Bertholdbad zugeschlagen. |    |
| Weitere Bilder | Goldenes Kreuz                 | Innenstadt, Lichtentaler Straße 13                                                                          | 1891–1893 | Wohn- und Geschäftshaus, nach Plänen des Architekten Wilhelm Vittali. Die fünfstöckige, neobarocke Straßenfassade ist ganz in weißem Sandstein aus dem Murgtal gestaltet. Säulen und Pflaster an den Eingängen im Erdgeschoss sind mit schwedischem Granit ausgestaltet. Die Fassaden im Hof sind mit Backstein verblendet, Fenster und Türrahmungen sind mit weißem Murgtaler Sandstein gestaltet. |    |
| Weitere Bilder | Kath. Kirche St. Josef         | Innenstadt, Lichtentaler Straße 90a                                                                         | 1963      | Ovalbau 1958, separater Glockenturm 1963, nach Entwurf von Hugo Becker aus Mainz |    |
|                | Wohnhaus                       | Innenstadt, Maria-Viktoria-Straße 8, 10                                                                     |           | Wohnhäuser, heute Pflegeheim |    |
|                | Pfarrhaus Ev. Stadtpfarrkirche | Innenstadt, Maria-Viktoria-Straße 25                                                                        | 1860      | Wohnhaus mit Torfahrt und Hinterhaus, dreigeschossig, verputzt, weiße Sandsteingliederung, schmiedeeiserne Balkongeländer, 1860, Mansarddach 1888 |    |
| Weitere Bilder | St. Petrus und Paulus          | Innenstadt, Marktplatz 1                                                                                    | 1860      | ehemalige Stiftskirche, katholische Pfarrkirche, spätgotischer Umbau (Chor 1454) mit romanischen Bauteilen, Johann-Nepomukkapelle 1662, nach Zerstörung 1689 Mitte des 18. Jahrhunderts wiederhergestellt, Restaurierung 1865, spätgotisches Sakramentshäuschen, Sandsteinkreuz von Nikolaus Gerhaert von Leyden 1467, barocke Innenausstattung, zahlreichen Grabmäler der markgräflichen Familie 16. bis frühes 19. Jahrhundert                                                                        |    |
| Weitere Bilder | Rathaus                        | Innenstadt, Marktplatz 2                                                                                    | 1674–1679 | ehemaliges Jesuitenkolleg, heute Rathaus, Dreiflügelanlage, Hauptfassade Spätrenaissancestil mit barocken Einflüssen, dreigeschossig, verputzt, Prunktreppe im linken Flügel, nach Plänen von Tommaso Comacio, 1674/79, nach Abbruch des Langhauses durch Friedrich Weinbrenner 1810/11 zum Konversationhaus umgestaltet, nach Zerstörung 1689 Wiederaufbau unter Domenico Egidio Rossi und J. Mazza 1698–1703, Umbauten 1882 und 1939, seit 1862 Rathaus                                               |    |
| Weitere Bilder | Altes Dampfbad                 | Innenstadt, Marktplatz 13                                                                                   | 1846      | nach Plänen von Heinrich Hübsch am Marktplatz von Baden-Baden erbaut |    |
| Weitere Bilder | Friedrichsbad                  | Innenstadt, Römerplatz 1                                                                                    | 1674–1679 | Badeanstalt, Neurenaissance, rote und weiße Sandsteinverkleidung, nach Plänen von Karl Dernfeld, 1869–77 |    |
| Weitere Bilder | Kloster Hl. Grab               | Innenstadt, Römerplatz 5, 7                                                                                 | 1670–1895 | gegründet 1670, Klosterkirche verputzt, im unteren Teil rustiziert, Fassade mit drei Statuen und Giebelrelief, einschiffig, dreiseitiger Chor, 1687/89, Klostergebäude 1698, Erweiterungen 1744, 1770/72 und 1840/41, viertes Geschoss zum Römerplatz 1895 |    |
| Weitere Bilder | Spitalkirche                   | Innenstadt, Römerplatz 13                                                                                   | 1468      | 1351 erstmals urkundlich bezeugt, Neubau nach 1468 bis 1478, gotischer, eingezogener Chor mit fünf Strebepfeilern, zwei- und dreiteilige Spitzbogenfenstern, Langhaus bis Mitte des 18. Jahrhunderts wieder aufgebaut, verputzte mit dreiteiligen Maßwerkfenstern und Fischblasen, Satteldach, Dachreiter, Simultaneum seit 19. Jahrhundert |    |
| Weitere Bilder | Kapelle Meyer                  | Innenstadt, Schirmhofweg 2                                                                                  | 1889      | unverputzter Sandstein, hölzerner Windfang, Glockenbock, farbiges Bleiglasfenster mit Auferstandenem, gestiftet 1889 |    |
| Weitere Bilder | Neues Schloss                  | Innenstadt, Schloßstraße 22                                                                                 |           | Sachgesamtheit Neues Schloss mit Hauptgebäude, Kavalierbau, Remisenbau, Küchenbau un sonstigen Nebengebäuden sowie Schlosspark |    |
|                | Krieger-Gedächtnis-Kapelle     | Innenstadt, Solmsstraße 2                                                                                   | 1928      | Kriegergedächtniskapelle, Rechteckhalle, verputzt, Walmdach, Oberlicht mit Pfeilerportikus, Planung und Gestaltung Prof. Friedrich Bagdons |    |
| Weitere Bilder | Villa Mecklenburg              | Innenstadt, Tony-Marshall-Weg 1                                                                             | 1922–1925 | zweiflügelig, Krüppelwalmdach, Fachwerkelemente, langer Zugangsweg mit Treppenanlagen zur Talseite, nach Plänen von Müller und Schaefer, 1922 |    |

### Lichtental
| Bild           | Bezeichnung         | Lage                            | Datierung | Beschreibung | ID |
| -------------- | ------------------- | ------------------------------- | --------- | --- | -- |
| Weitere Bilder | Brahmshaus          | Lichtental, Maximilianstraße 85 | 19. Jh.   | Ehemaliges Wohnhaus von Johannes Brahms. |    |
| Weitere Bilder | Kloster Lichtenthal | Lichtental, Hauptstraße 40      | 1243      | Zisterzienserinnenabtei Lichtenthal, Klosterkirche Hl. Jungfrau Maria und Hl. Drei Könige, Kreuzgang, Fürstenkapelle mit Gruftkapelle, Einsiedlerkapelle, Abteigebäude, Abteiküchenbau, Konventgebäude, St. Gertrudis-Werkstätten, Schule, Torbau, Wohngebäude, Scheunen- und Stallbau, ehemalige Klostermühle, Schmiede und Metzig, Saalbau, offener Wasserlauf, Klosterbrunnen, Klostermauer, Klosterhof und Klostergarten, Friedhof, äußerer Klostergarten, Vorratskeller |    |
| Weitere Bilder | Lutherkirche        | Lichtental, Hauptstraße 51      | 1907      | Jugendstil-Kirchenbau des Architekten Martin Elsaesser |    |
| Weitere Bilder | St. Bonifatius      | Lichtental, Kirchweg 2          | 1865–1869 | Erhöht in Tallage stehende, weithin sichtbare katholische Pfarrkirche, Säulenbasilika. |    |

### Neuweier
| Bild           | Bezeichnung | Lage                         | Datierung    | Beschreibung | ID |
| -------------- | ----------- | ---------------------------- | ------------ | --- | -- |
| Weitere Bilder | Schloss     | Neuweier, Mauerbergstraße 21 | 13. Jh.–1909 | „Unteres Schloss“, ehemalige Tiefburg. Ab 13. Jahrhundert erwähnt und Reste aus dieser Zeit erhalten. Mittelteil ist der älteste Teil; ehem. Zugbrücke, Eingang mit Kreuzgewölbe, am Schlussstein „1548“. Dreistöckiger mächtiger Steinbau. Erhaltene Teile aus 16. und 18. Jahrhundert, östl. Schlossflügel 1895, nördlicher 1909 angebaut. Achteckiger Treppenturm im Innenhof mit Allianzwappen Dalberg-Cronberg von 1549. Vier runde Ecktürme nach außen. Ziehbrunnen von 1582. Spätgotische Gewände für eine kleine Tür erhalten. Ehemalige Vorburg jetzt Ökonomiegebäude mit Wappen und „1547“. Eingebaute Kapelle mit Hl. Anna Selbdritt, stehende Christusfigur und der Grabplatte des Freihernn Philipp Franz Knebel von Katzenellenbogen, die um 1950 aus der Neuweierer Kirche in die Schlosskapelle versetzt wurde. Jagdzimmer, Ahnengalerie, Wappentafeln, Archiv. |    |
| Weitere Bilder | St. Michael | Neuweier, Mauerbergstraße 70 | 1947         | Basilika, dreischiffig, eingezogener Rechteckchor, offene Vorhalle, Dachreiter, nördlich angebunden quadratischer Turm mit Walmdach, Mauerverkleidung aus heimischem Porphyr, nach Entwurf der Oberbauräte Bosch und Anton Ohnmacht, 1947–53, Chorschlußgemälde um 1980 von Herbert Kämper |    |

### Oos
| Bild           | Bezeichnung                           | Lage                       | Datierung | Beschreibung | ID |
| -------------- | ------------------------------------- | -------------------------- | --------- | --- | -- |
| Weitere Bilder | Bahnhof Baden-Baden                   | Oos, Ooser Bahnhofstraße 4 |           | |    |
| Weitere Bilder | Katholische Pfarrkirche St. Dionysius | Oos, Ooser Kirchstraße 1   | 1864–1867 | Neuromanische Basilika, nach Plänen von Heinrich Hübsch 1864/67 durch Lukas Engesser erbaut |    |
|                | Ecole de Paris, Französische Schule   | Oos, Pariser Ring 6        | 1953      | „Ecole de Paris“, ehemalige Grundschule der französischen Streitkräfte, 1953 durch Johannes Krahn aus Frankfurt a.M. |    |
| Weitere Bilder | Evangelische Friedenskirche           | Oos, Schwarzwaldstraße 131 | 1936      | Evangelische Friedenskirche, Expressionismus, Betonfundament, Backsteinmauerwerk, verputzt, Innenausstattung (Altar, Taufstein, Kanzel, Bänke, Empore, Orgel), Wandvertäfelung, Bodenbelag, nach Plänen des Architekten Adolf Riekenberg, 1936, Glasfenster 1949 vom Karlsruher Glasmaler Bruno Großkopf, Gefallenendenkmal (Sachgesamtheit) |    |

### Sandweier
| Bild           | Bezeichnung                      | Lage                                         | Datierung | Beschreibung | ID |
| -------------- | -------------------------------- | -------------------------------------------- | --------- | --- | -- |
| Weitere Bilder | Pfarrkirche St. Katharina        | Sandweier, Iffezheimer Straße 3              | 1835–1837 | Katholische Pfarrkirche, Hl. Katharina, neuromanisch, Saalbau mit Chorapsis, Eingangsturm, verputzt, nach Plänen von Johann Ludwig Weinbrenner                                                                            |    |
| Weitere Bilder | Friedhofskapelle                 | Sandweier, Iffezheimer Straße 10 (gegenüber) | 1890      | Friedhofskapelle, neugotisch, rote Sandsteinquader, polygonaler Chor, gewölbt, Giebel mit Dachreiter |    |
| Weitere Bilder | Autobahnkirche St. Christophorus | Sandweier, Rasthof Baden-Baden an der B5     | 1976      | Pyramidenform mit umlaufenden Fensterwänden. Die Verbindung vom Äußeren zum Inneren der Anlage stellen bunte Emailtüren dar. Das Kirchengebäude, dessen Gerüst ebenfalls ein Kreuz ergibt, steht in der Mitte der Anlage. |    |

### Varnhalt
| Bild           | Bezeichnung | Lage                          | Datierung | Beschreibung | ID |
| -------------- | ----------- | ----------------------------- | --------- | --- | -- |
| Weitere Bilder | Yburg       | Varnhalt, Neuweier, Steinbach |           | Burgruine Yburg, Höhenburg, Bergfried Ende des 12. Jahrhunderts Porphyr- und Sandsteinquader, Ruinen von Turm, Wohngebäude und Ringmauer |    |

### Weststadt
| Bild           | Bezeichnung          | Lage                         | Datierung    | Beschreibung | ID |
| -------------- | -------------------- | ---------------------------- | ------------ | --- | -- |
| Weitere Bilder | St. Bernhard         | Weststadt, Bernhardusplatz 1 | 1911–1914    | katholische Pfarrkirche St. Bernhard, neuromanischer Kuppelbau über polygonalem Grundriss, umlaufende Empore, hoher Glockenturm, nach Plänen von Johannes Schroth, 1911/14, Stufenanlagen sind Zubehör des Kulturdenkmals (Sachgesamtheit mit Pfarrhaus) |    |
|                | Gasthof „Zum Schiff“ | Weststadt, Rheinstraße 41    | um 1860–1870 | Gasthof „Zum Schiff“ mit Kegelbahn, Bierniederlage und Biergarten, um 1860/70–1913 |    |

### Ohne Zuordnung
| Bild           | Bezeichnung    | Lage         | Datierung | Beschreibung | ID |
| -------------- | -------------- | ------------ | --------- | --- | -- |
| Weitere Bilder | Friedrichsturm | Badener Höhe | 1890      | 1890 von Anton Klein aus Buntsandstein erbaut und am 5. Oktober 1891 vom Großherzog Friedrich I. von Baden eingeweiht, 30 m hoch |    |